# Fryns-Syndrom
Das Fryns-Syndrom  ist ein seltenes angeborenes Dysmorphie-Syndrom mit einer Kombination von Trübung der Hornhaut, Hypoplasie der unteren Extremitäten und Zwerchfelldefekt.
Das Syndrom ist nach dem Erstbeschreiber von 1979 benannt, dem belgischen Humangenetiker Jean-Pierre Fryns.
Das Fryns-Syndrom ist nicht mit dem Fryns-Hofkens-Fabry-Syndrom zu verwechseln.

## Verbreitung
Die Häufigkeit wird auf 0.7 auf 10.000 Geburten geschätzt, die Vererbung erfolgt autosomal-rezessiv.

## Ursachen
Der Erkrankung liegen teilweise Mutationen im PIGN-Gen auf Chromosom 18 Genort q21.33 zugrunde, welches für eine Glycosylphosphatidylinositol (GPI) Ethanolamine Phosphate Transferase-1 kodiert.
Mutationen in diesem Gen liegen auch dem Multiple kongenitale Anomalien-Hypotonie-Krampfanfälle-Syndrom, Synonyme: Glykosylierungs-Krankheit, kongenitale, durch PIGN-Mangel; Kohlenhydrat-defizientes Glykoprotein-Syndrom durch PIGN-Mangel; Kongenitaler Defekt der Glycoproteinbiosynthese durch PIGN-Mangel; PIGN-CDG, zugrunde.

## Klinische Erscheinungen
Kriterien sind:
- Polyhydramnion
- Kornea-Trübung/Sklerokornea, weitere Augenveränderungen wie Mikrophthalmus, Retinadysplasie
- Phalangenhypoplasie, hypoplastische bis fehlende Nägel; Akroosteolyse, Kamptodaktylie
- Zwerchfellhernien mit Lungenhypoplasie, schmalem Thorax
- Kryptorchismus bzw. Uterus bicornis
- Auffälliges Gesicht mit hohem Gaumen, prominenter Glabella, breiter flacher Nasenwurzel, Makrostomie, kleines Kinn und dicker Hals sowie auffälligen Ohrmuscheln

Zusätzlich kann eine Reihe von Fehlbildungen des Zentralnervensystems wie Arrhinenzephalie auftreten.
Die Erkrankung wurde ursprünglich als letal beschrieben, jedoch überlebt ein geringer Prozentsatz, wenn die Lungenhypoplasie weniger ausgeprägt ist und komplexe Herzfehler fehlen.

## Diagnose
Die Diagnose einer Zwerchfellhernie kann bereits im Mutterleibe durch den Nachweis einer Zwerchfellhernie und eines zystischen Hygromes erfolgen.
Der Mutationsnachweis allein ist nicht ausreichend für die Diagnosestellung, die wesentlichen klinischen Befunde müssen vorliegen.

## Differentialdiagnose
Abzugrenzen ist das Pallister-Killian-Syndrom,
welches durch meist sporadische Chromosomenanomalie verursacht wird, was für eine genetische Beratung entscheidend ist, sowie das Tonne-Kalscheuer-Syndrom.
Das Fryns-Syndrom ist nicht mit dem Fryns-Hofkens-Fabry-Syndrom zu verwechseln.

## Heilungsaussicht
Das Ausmaß der Lungenhypoplasie bestimmt die Lebensfähigkeit.